# Дочь пирата
«Дочь пирата» (англ. Buccaneer’s Girl) — американский цветной романтический приключенческий фильм 1950 года, снятый режиссёром Фредериком де Кордова.

## Сюжет
Корабль, идущий в Новый Орлеан, грабят пираты известного капитана Батиста. Пираты пересаживают пассажиров корабля на шлюпки, кроме одной девушки. Певица Дебора Маккой пробирается на корабль пиратов и знакомится с капитаном Фредериком Батистой. Захваченный пиратами корабль следует в Новый Орлеан, где капитан пиратов сходит на берег. Певица Дебора Маккой тайно пробирается в город и падает на вечеринку главы фонда моряков капитана Роберта Кингстона, которым, к её удивлению, оказался Фредерик Батист, помолвленный с племянницей губернатора Арлин Вийон. Дебора Маккой узнаёт, что Батист пиратствует в море для поддержания своего фонда. Богатейший человек Нового Орлеана, месье Нарбонн раскрывает авантюру Батиста и готовит для него ловушку. Дебора узнаёт о планах Нарбонна и присоединяется к Батисте. Вскоре пираты капитана Батиста нападают на флот Нарбонна и топят его. Вернувшись в Новый Орлеан, Батист узнаёт о том, что его невеста Арлин Вийон и месье Нарбонн становятся мужем и женой. Разорившийся Нарбонн арестовывает Батисту и его команду. Батиста приговаривают к смертной казни, но Дебора помогает ему бежать, и они вместе уплывают на корабле.       

## В ролях
- Ивонн Де Карло — Дебора Маккой
- Филип Френд — Фредерик Батист
- Роберт Дуглас — Александр Нарбонн
- Эльза Ланчестер — мадам Бризар
- Андреа Кинг — Арлин Вийон
- Норман Ллойд — месье Пату
- Джей С. Флиппен — Джаред Хокинс
- Генри Дэниэл — капитан Дювал
- Дуглас Дамбрилл — капитан Мартос
- Верна Фелтон — вдова
- Джон Куолен — зеленщик[англ.]
- Конни Гилкрист — зеленщица
- Бен Уэлден — Том
- Дьюи Робинсон — Крайл
- Пегги Кастл — Клео
- Гарри Кординг — мужчина в пабе (нет в титрах)

## Съёмочная группа
- Режиссёр: Фредерик де Кордова
- Продюсеры: Роберт Артур, Джон У. Роджерс
- Сценаристы: Джозеф Хоффман, Гарольд Шумейт, Джоэ Май, Сэмюэл Р. Голдинг
- Оператор: Расселл Метти
- Композитор: Уолтер Шарф